# Фишер, Сара (тяжелоатлетка)
Сара Фишер (род. 9 ноября 2000 года) — австрийская тяжелоатлетка, призёр чемпионатов Европы 2018, 2019 и 2022 годов. Участница летних Олимпийских игр 2020 года в Токио. 

## Карьера
В 2016 году приняла участие в чемпионате Европы среди юношей и девушек, где заняла 4-е место. Выступала в весовой категории до 69 кг, взяв вес в сумме двоеборья 200 кг. В этом же году выступила на чемпионате мира среди юношей и стала 12-й. 
На чемпионате Европы 2018 года, в Бухаресте, австрийская спортсменка по сумме двух упражнений стала серебряным призёром в весовой категории до 90 кг, сумев зафиксировать результат 226 кг.
На чемпионате Европы 2019 года, в Батуми, Сара по сумме двух упражнений стала бронзовой медалисткой, сумев зафиксировать результат 231 кг. В упражнение толчок она завоевала малую бронзовую медаль (129 кг).

## Достижения
Чемпионат Европы
| Результат | Вес       | Год  | Место соревнований | Рывок | Толчок | Общий вес |
| Серебро   | до 90 кг. | 2018 | Бухарест, Румыния  | 101,0 | 125,0  | 226,0     |
| Бронза    | до 87 кг. | 2019 | Батуми, Грузия     | 102,0 | 129,0  | 231,0     |
| Бронза    | до 87 кг. | 2022 | Тирана, Албания    | 102,0 | 128,0  | 230,0     |